# Andrzej Łapicki
Andrzej Lapicki (n. 11 noiembrie 1924, Riga, Interwar Latvia⁠(d) – d. 21 iulie 2012, Varșovia, Polonia) a fost un actor polonez de teatru și film, regizor de teatru, profesor și rector la Academia Națională de Teatru „Aleksandr Zelwerowicz” din Varșovia, membru al celei de-a X-a legislaturi a Seimului.

## Biografie
S-a născut pe 11 noiembrie 1924 în orașul Riga. A urmat cursuri la Gimnaziul și Liceul „Stefan Batory” din Varșovia, obținând diploma de bacalaureat în urma susținerii unor examene clandestine în 1942. A studiat apoi la Institutul de Artă Teatrală, care funcționa în mod clandestin, unde i-a avut ca profesori pe Zofia Małynicz, Maria și Edmund Wierciński, Marian Wyrzykowski și Jan Kreczmar. A participat la spectacole clandestine de teatru în perioada ocupației, recitând poezii scrise de Krzysztof Kamil Baczyński și Tadeusz Gajcy, apoi a fost actor la Teatrul pentru soldați organizat de Biroul de Informații și Propagandă din cadrul Cartierului General al Armia Krajowa. A luat parte la Revolta din Varșovia în 1944.
După cel de-al Doilea Război Mondial a obținut o diplomă de actor în 1945 la Łódź, în urma unui examen susținut cu profesorul Aleksander Zelwerowicz. Pe 22 martie 1945 a debutat la Teatrul Armatei Poloneze din Łódź (în rolul Staszek din Nunta lui Stanisław Wyspiański), iar din 1949 a fost actor la mai multe teatre din Varșovia - Contemporan (1949–1964, 1966–1972), Dramatic (1964–1966, 1982–1983), Național (1972–1981) și Polonez (1983-1989). Datorită aspectului său fizic atractiv, a fost distribuit la începutul carierei sale mai ales în roluri de june prim. Pe 2 martie 1957 a debutat ca regizor la Teatrul Dramatic (cu spectacolul Surâsul Giocondei de Aldous Huxley). În perioada 1 aprilie 1996 - 31 decembrie 1999 a fost director artistic al Teatrului Polonez din Varșovia.
A apărut, de asemenea, în mai multe spectacole organizate de Teatrul de Televiziune, printre care: Z gawędy wuja de Sławomir Mrożek (r. Jerzy Gruza, 1961), Do kraju tego de Cyprian Kamil Norwid (r. Maryna Broniewska, 1962), Nevasta altuia si un soț sub pat de Feodor Dostoievski (r. Andrzej Wajda, 1962), Martorii sau mica noastră stabilitate de Tadeusz Różewicz (r. Adam Hanuszkiewicz, 1963), Mult zgomot pentru nimic de William Shakespeare (r. Ludwik René, 1965), Ce înseamnă să fii onest de Oscar Wilde (r. Jerzy Gruza, 1968), Rozmyślania przy goleniu de Stanisław Dygat (r. Adam Hanuszkiewicz, 1969) și în Macbeth de William Shakespeare (r. Andrzej Wajda, 1969), Vrăjitoarele din Salem de Arthur Miller (r. Zygmunt Hübner, 1979) și Kordian de Juliusz Słowacki (r. Jan Englert, 1994).

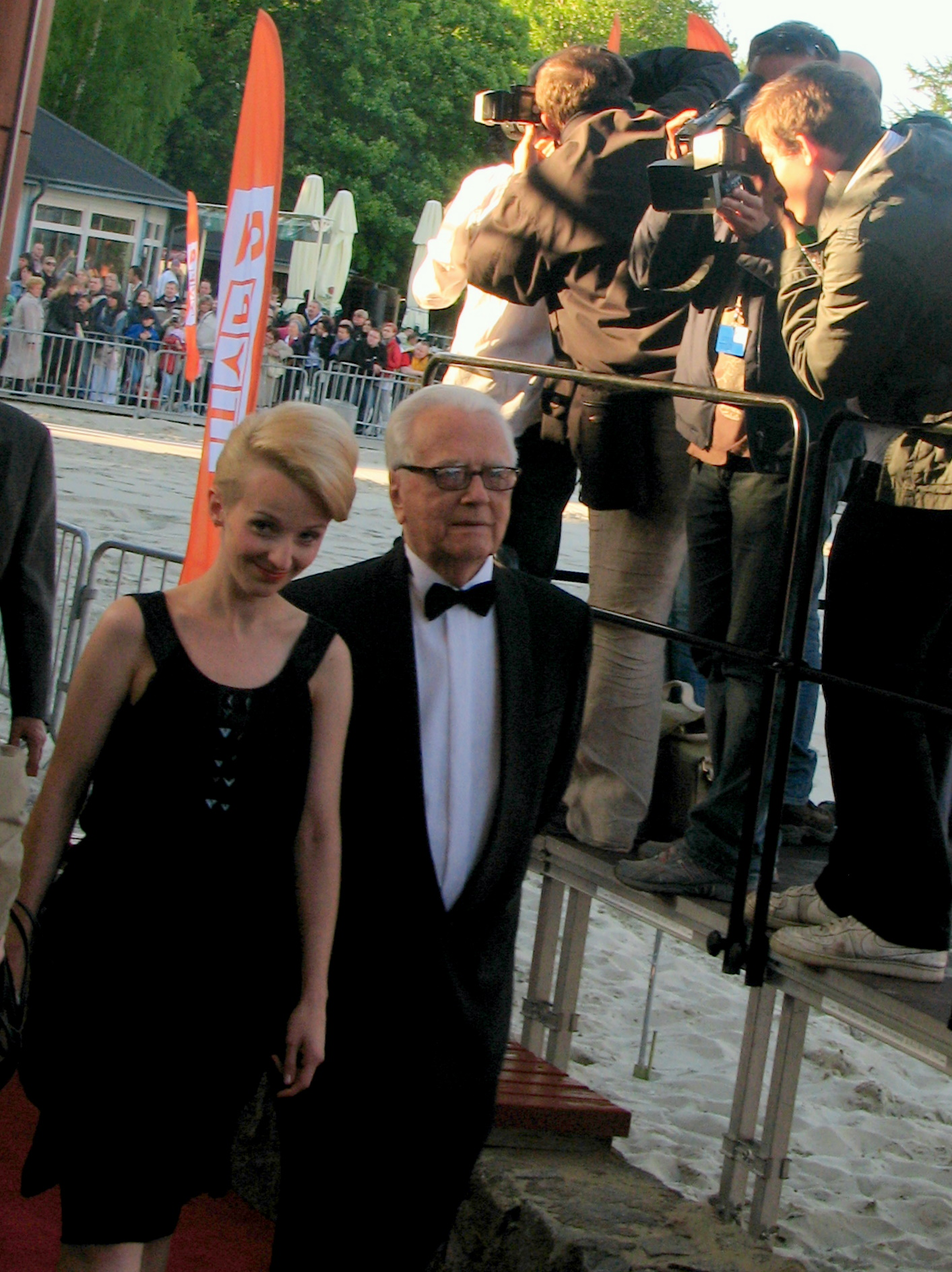
Andrzej Łapicki cu soția sa, Kamila Łapicka

Începând din 1953 a predat ca lector la Academia Națională de Teatru din Varșovia, devenind în 1979 profesor asociat și în 1987 profesor titular. În perioada 1971–1981 a fost decanul Facultății de Teatru, iar din 1981 până în 1987 și din 1993 până în 1996 a fost rectorul acestei universități. A fost membru al Comisiei pentru Cultură și Presă (1986), iar în anii 1989–1996 a fost președintele Asociației Artiștilor de Teatru Polonezi. Până în 1956 a fost narator al cronicilor de știri Polska Kronika Filmowa.
De la începutul anilor 1980 a activat în opoziția democratică în calitate de membru al sindicatului Solidaritatea. În iunie 1987 l-a întâmpinat pe Ioan Paul al II-lea în timpul unei întâlniri a papei cu artiștii la Biserica „Sf. Cruce” din Varșovia. A fost membru al Consiliului Social al Primatului și al Comitetului Cetățenilor, pe lista căruia a fost ales în 1989 în Seim (în timpul legislaturii 1989-1991 s-a alăturat Uniunii Democratice de orientare creștin-democrată).
A jucat peste 200 de roluri în teatru, film și televiziune, inclusiv în filmele lui Andrzej Wajda și Tadeusz Konwicki. A regizat peste 100 de spectacole de teatru și televiziune. A scris o carte intitulată Po pierwsze, zachować dystans, care a fost lansată în 1999.
Andrzej Łapicki a murit în dimineața zilei de 21 iulie 2012 în casa sa din Varșovia, în urma unor complicații după o boală de rinichi. Ceremoniile funerare ale actorului au avut loc pe 27 iulie 2012 în Biserica „Sf. Carol Boromeu” din Varșovia. Urna cu cenușa artistului a fost îngropată în mormântul familiei din Cimitirul Powązki din Varșovia (secțiunea c-5-6).

## Viața particulară

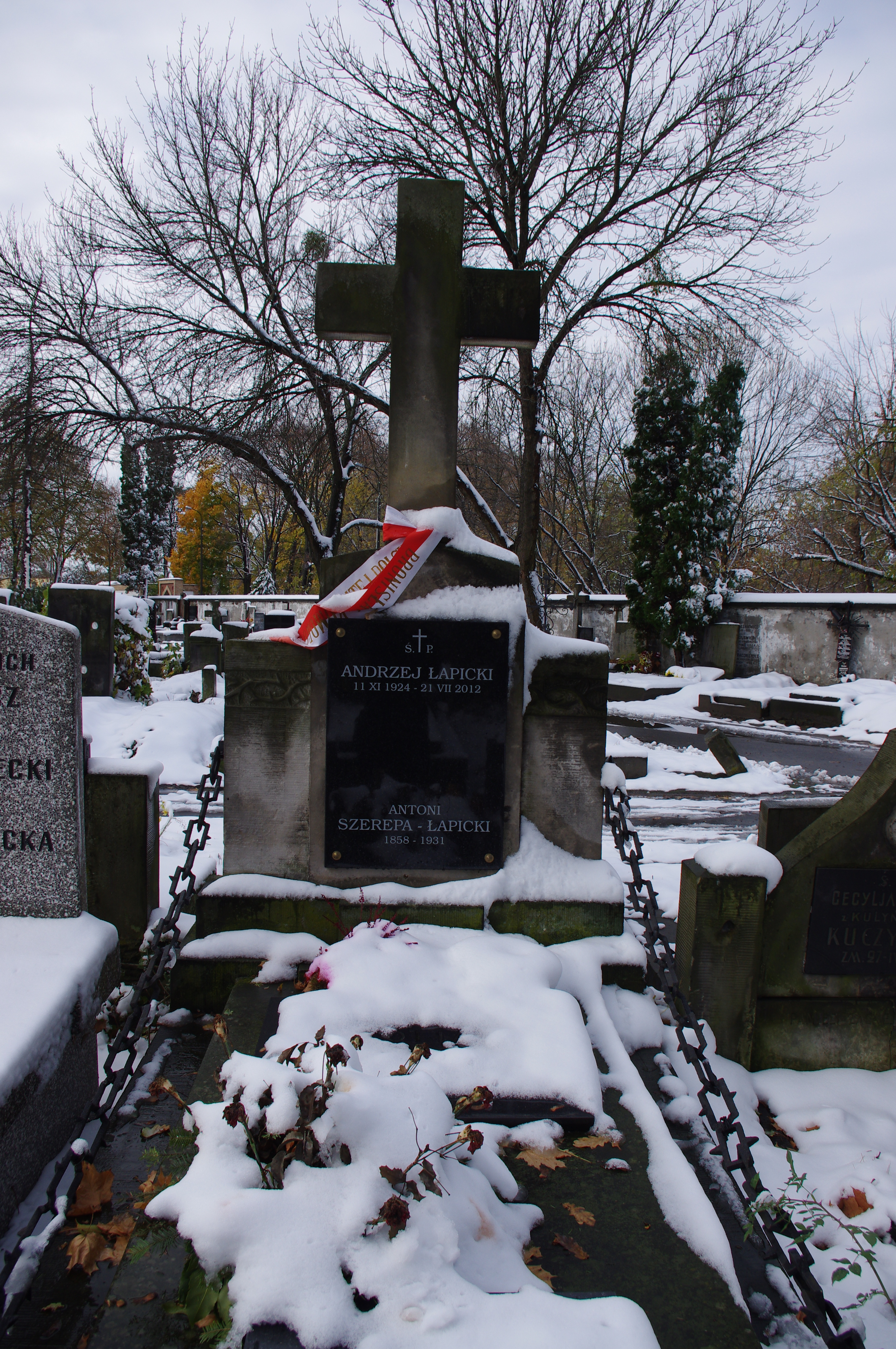
Mormântul familial al actorului în Cimitirul Stare Powązki din Varșovia

A fost fiul lui Boris Łapicki (profesor de drept roman la Universitatea din Varșovia și la Universitatea din Łódz) și strănepotul lui Hector Łapicki (voievodul Minskului în timpul Insurecției din ianuarie 1863).
Prima sa soție a fost Zofia Chrząszczewska (d. 22 iulie 2005), cu care s-a căsătorit în 1947 și a avut o fiică Zuzanna (n. 1954) (Grzegorz a fost fiul adoptat al Zofiei din relația ei anterioară). La 5 iunie 2009 Andrzej Łapicki s-a recăsătorit cu teatrologa Kamila Mścichowska, care era cu 60 de ani mai tânără decât el.
În 2012 Kamila Łapicka a publicat o carte de memorii ale lui Andrzej Łapicki intitulată Łapa w łapę, sub forma unor conversații libere pe diferite subiecte.

## Filmografie
| An        | Titlu                                 | Rol                                           | Note                                                      |
| --------- | ------------------------------------- | --------------------------------------------- | --------------------------------------------------------- |
| 1946      | Zakazane piosenki                     | wykonawca wyroku na skrzypku – konfidencie    | film muzical, regizor: Leonard Buczkowski                 |
| 1946      | Dwie godziny                          | însoțitorul doamnei din Kolorowa              | film dramatic, regizor: Stanisław Wohl, Józef Wyszomirski |
| 1947      | Jasne łany                            | Leśniewski, fost profesor                     | film politic, regizor: Eugeniusz Cękalski                 |
| 1949      | Spotkanie                             |                                               | etiuda, regizor: Silik Szternfeld                         |
| 1950      | Două brigăzi                          | actorul Stanisz                               | film dramatic, regizor: Eugeniusz Cękalski                |
| 1950      | Orașul neînfrânt                      | ofițer SS                                     | film de război, regizor: Jerzy Zarzycki                   |
| 1953      | Żołnierz zwycięstwa                   | jurnalistul american John Lane                | film biografic, regizor: Wanda Jakubowska                 |
| 1953      | Sprawa do załatwienia                 | narator                                       | comedie, regizor: Jan Rybkowski, Jan Fethke               |
| 1953      | Domek z kart                          | maistrul                                      | film politic, regizor: Erwin Axer                         |
| 1960      | Powrót                                | „Căruntul”                                    | film psihologic, regizor: Jerzy Passendorfer              |
| 1961      | Dziś w nocy umrze miasto              | Piotr                                         | film de război, regizor: Jan Rybkowski                    |
| 1962      | Spóźnieni przechodnie. Krąg istnienie |                                               | film dramatic, regizor: Andrzej Łapicki                   |
| 1962      | Spóźnieni przechodnie. Nauczycielka   | regizorul                                     | film dramatic, regizor: Jan Rybkowski                     |
| 1962      | Spotkanie w Bajce                     | Wiktor                                        | film psihologic, regizor: Jan Rybkowski                   |
| 1963      | Pamiętnik pani Hanki                  | Jacek Renowicki, soțul doamnei Hanka          | comedie, regizor: Stanisław Lenartowicz                   |
| 1963      | Naprawdę wczoraj                      | scriitorul Nowak                              | film dramatic, regizor: Jan Rybkowski                     |
| 1964      | Życie raz jeszcze                     | Piotr Grajewski                               | film psihologic, regizor: Janusz Morgenstern              |
| 1965      | Sposób bycia                          | eroul                                         | film psihologic, regizor: Jan Rybkowski                   |
| 1965      | Salto                                 | bețivul Pietuch                               | film psihologic, regizor: Tadeusz Konwicki                |
| 1965      | Lekarstwo na miłość                   | Andrzej                                       | comedie polițistă, regizor: Jan Batory                    |
| 1966      | Mistrz                                | dr. Kawski                                    | film de război, regizor: Jerzy Antczak                    |
| 1966      | Gdzie jest trzeci król                | cpt. Berent                                   | film polițist, regizor: Ryszard Ber                       |
| 1967      | Poradnik matrymonialny                | dr. Bogumił                                   | comedie, regizor: Włodzimierz Haupe                       |
| 1967      | Zbrodnia lorda Artura Savile’a        | lordul Artur Saville                          | film de groază, regizor: Witold Lesiewicz                 |
| 1967      | Poczmistrz                            | numărătorul                                   | film TV, regizor: Stanisław Lenartowicz                   |
| 1967      | Szach i mat!                          | Bartolomeo                                    | film fantastic, regizor: Andrzej Zakrzewski               |
| 1967      | Kwestia sumienia                      | cpt. Parrol Hartroy                           | film istoric, regizor: Ewa Petelska, Czesław Petelski     |
| 1967      | Klub szachistów                       | Wacław Urbin                                  | film dramatic, regizor: Witold Lesiewicz                  |
| 1967      | Cześć kapitanie                       | spion                                         | film polițist, regizor: Ewa Petelska, Czesław Petelski    |
| 1968      | Mistrz tańca                          | maestrul de dans                              | film de groază, regizor: Jerzy Gruza                      |
| 1968      | Păpușa                                | Kazimierz Starski                             | film de epocă, regizor: Wojciech Jerzy Has                |
| 1968      | Dancing w kwaterze Hitlera            | turist german                                 | film psihologic, regizor: Jan Batory                      |
| 1969      | Przygody pana Michała                 | Ketling (ep. 1–2, 4–5, 11–13)                 | serial istoric, regizor: Paweł Komorowski                 |
| 1969      | Jarzębina czerwona                    | lt. Gorczyński                                | film de război, regizor: Ewa Petelska, Czesław Petelski   |
| 1969      | Totul de vânzare                      | regizorul Andrzej                             | film satiric, regizor: Andrzej Wajda                      |
| 1970      | Epilog norymberski                    | narator, R. H. Jackson                        | documentar fantastic, regizor: Jerzy Antczak              |
| 1971      | Jak daleko stąd, jak blisko           | Andrzej                                       | film psihologic, regizor: Tadeusz Konwicki                |
| 1971      | Pilat și ceilalți                     | Afraniusz                                     | film dramatic, regizor: Andrzej Wajda                     |
| 1972      | Nunta                                 | poetul                                        | film dramatic, regizor: Andrzej Wajda                     |
| 1973      | Zazdrość i medycyna                   | directorul Tamten                             | film psihologic, regizor: Janusz Majewski                 |
| 1973      | Stracona noc                          | scriitorul Wacław Kisielecki                  | film psihologic, regizor: Janusz Majewski                 |
| 1974      | Pământul făgăduinței                  | Trawiński                                     | film dramatic, regizor: Andrzej Wajda                     |
| 1975      | Ziemia obiecana (serial TV)           | Trawiński (ep. 2)                             | serial dramatic, regizor: Andrzej Wajda                   |
| 1977      | Cazul Gorgonova                       | judecătorul Kulczycki                         | film polițist, regizor: Janusz Majewski                   |
| 1979      | Domnișoarele din Wilko                | medicul din Stokroci                          | film psihologic, regizor: Andrzej Wajda                   |
| 1980      | Urodziny młodego warszawiaka          | Stanisław, tatăl lui Jacek Bielecki           | film de război, regizor: Ewa Petelska, Czesław Petelski   |
| 1981      | Z dalekiego kraju                     | ofițer german din Catedrala Wawel             | film biografic, regizor: Krzysztof Zanussi                |
| 1982      | Debiutantka                           | Jerzy                                         | film dramatic, regizor: Barbara Sass                      |
| 1985      | Dziewczęta z Nowolipek                | profesorul care o angajează pe mama lui Frank | film psihologic, regizor: Barbara Sass                    |
| 1986      | W zawieszeniu                         | dr. Ruczyński                                 | film psihologic, regizor: Waldemar Krzystek               |
| 1988      | Gdzieśkolwiek jest, jeśliś jest...    | Hulan                                         | film psihologic, regizor: Krzysztof Zanussi               |
| 1989      | Stan posiadania                       | tatăl lui Tomasz                              | film psihologic, regizor: Krzysztof Zanussi               |
| 1989      | Lawa                                  | Car din Śnie Senatora                         | film poetic, regizor: Tadeusz Konwicki                    |
| 1999      | Pan Tadeusz                           | preot                                         | film poetic, regizor: Andrzej Wajda                       |
| 2010–2012 | M jak miłość                          | Tadeusz Budzyński (ep. 808–896)               | telenovelă, regizor: mai mulți                            |
| 2012      | Reguły gry                            | bătrânul de la vernisaj (ep. 1)               | serial de comedie, regizor: Bartłomiej Ignaciuk           |

## Premii și distincții

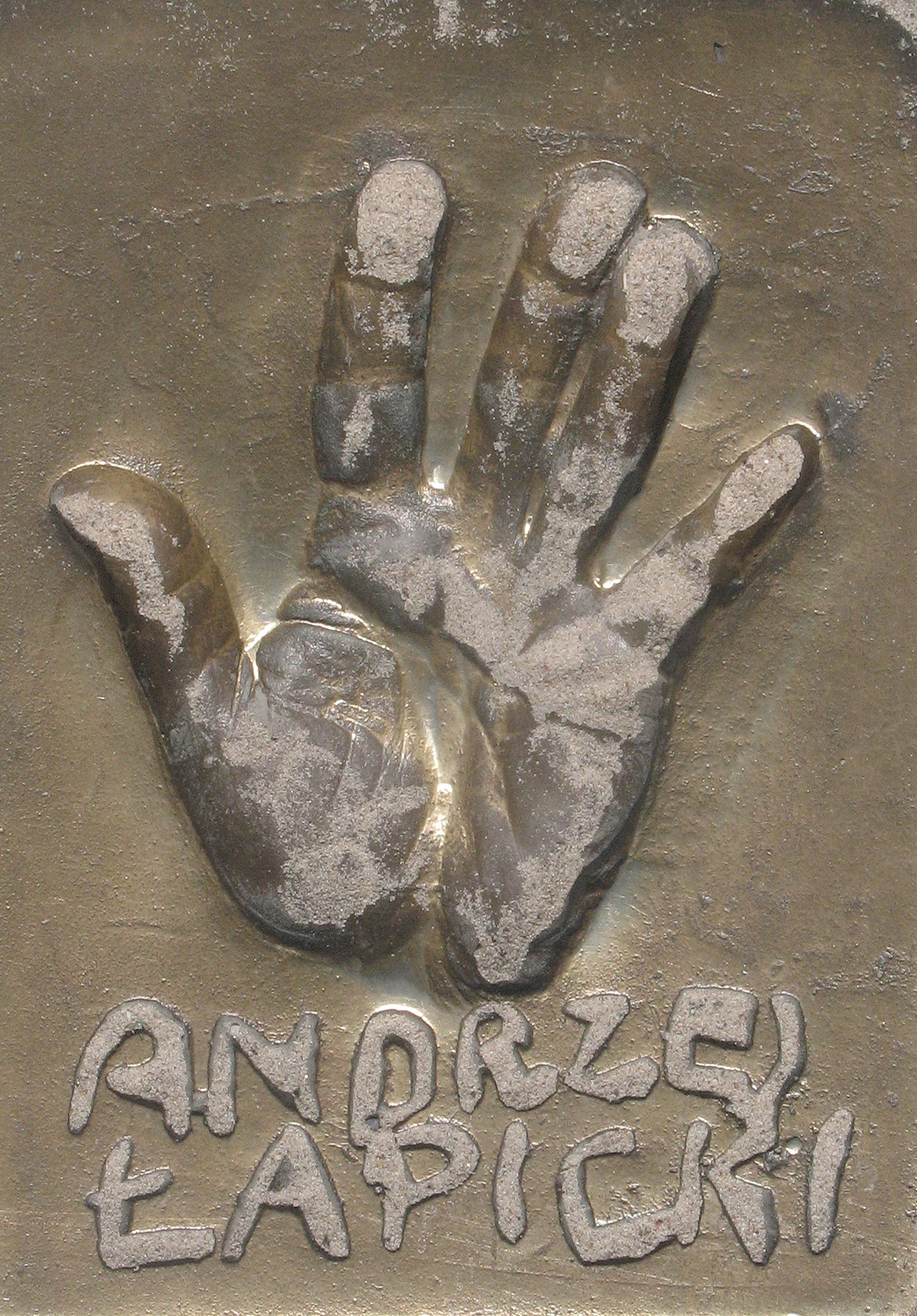
Amprenta mâinii pe Aleea Celebrităților din Międzyzdroje

### Decorații
- Crucea de Merit de aur (1955)[11][12][24]
- Crucea de cavaler a Ordinului Polonia Restituta (1970)[11][12]
- Crucea de ofițer a Ordinului Polonia Restituta (1975) cu ocazia aniversării a 30 de ani de cinematografie a Poloniei Populare[11][12]
- Crucea de comandor cu stea a Ordinului Polonia Restituta (1995) cu ocazia împlinirii a 50 de ani de activitate scenică[11][12][25]
- Medalia „A 10-a aniversare a Poloniei Populare” (1955)[11][12][26]
- Medalia „A 20-a aniversare a Poloniei Populare” (1966)[11][12]
- Medalia Comisiei Naționale pentru Educație (1973)[11][12]
- Medalia de aur „Meritul cultural Gloria Artis” (2005)[11][12][27]
- Insigna „A 1000-a aniversare a statului polonez” (1967)[11][12]
- Insigna „Activist merituos al culturii naționale” (1989)[11][12]
- Insigna „Pentru servicii aduse Varșoviei” (1990)[11][12]
- Medalia de aur a Primatului Bisericii Catolice din Polonia pentru servicii aduse Bisericii Catolice (1993)[11][12]

### Premii
- „Masca de Argint” - premiu oferit prin votul cititorilor ziarului Express Wieczorny - de șapte ori (1963, 1965, 1966, 1967, 1969, 1970, 1971)[11][14]
- „Masca de Aur” - premiu oferit prin votul cititorilor ziarului Express Wieczorny - de două ori (1964, 1968)[11]
- Premiul președintelui Comitetului Radioteleviziunii Poloneze - de șapte ori (1959, 1962, 1964, 1970, 1973, 1976 și 1979) pentru interpretarea unor roluri sau regizarea unor spectacole la Teatrul Radiofonic Polonez[11][14]
- Premiul orașului Varșovia pentru realizări remarcabile în popularizarea culturii (1973)[11][12]
- Premiul ministrului culturii și artei cl. I în domeniul teatrului pentru realizări în actorie și regie (1973)[11]
- Premiul ediției a XIX-lea a Festivalului artelor contemporane poloneze de la Wrocław pentru rolul directorului de teatru în piesa Dwa teatry de Jerzy Szaniawski la Teatrul Național din Varșovia (1978)[11]
- Premiul ediției a XX-a a festivalului Kaliskie Spotkania Teatralne de la Kalisz pentru rolul Danferth în Vrăjitoarele din Salem de Arthur Miller (1980)[11]
- „Ecranul de aur” pentru punerea în scenă a spectacolului Żebyś był jak ja, szczęśliwy după Jarosław Iwaszkiewicz (1980)[11]
- Premiul ed. a XI-a a festivalului Opolskich Konfrontacjach Teatralnych de la Opole pentru punerea în scenă magistrală a spectacolului Ślubów panieńskich de Aleksander Fredro la Teatrul Polonez din Varșovia (1985)[11]
- Premiul Super Wiktor pentru întreaga carieră (1994) - decernat de Academia de Televiziune[11]
- Premiul ed. a XX-a a festivalului Opolskich Konfrontacjach Teatralnych de la Opole pentru rolul Radost și regizarea spectacolului Ślubów panieńskich de Aleksander Fredro (1995)[11]
- Maestru laureat al Teatrului de Televiziune - acordat de redactorii revistei Tele Tygodnia pentru întreaga activitate desfășurată la Teatrul de Televiziune (2003)[11]
- Premiul anual pentru teatru al ministrului culturii (2005)[11]
- Premiul special al revistei Teatr pentru realizarea artistică de pe tot parcursul vieții și revenirea triumfală pe scenă în spectacolul Ivanov după Anton Cehov, pus în scenă de Jan Englert la Teatrul Național din Varșovia (2008)[11]
- Premiul „Feliks Warszawski” pentru rolul Matei Semionovici Șabelski în spectacolul Ivanov după Anton Cehov la Teatrul Național din Varșovia (2008)[11]
- Premiul Cyprian Kamil Norwid pentru întreaga carieră (postum, 2012)[11]

## Legături externe
- Andrzej Łapicki la Internet Movie Database
- pl Andrzej Łapicki în baza de date  filmpolski.pl
- pl Andrzej Łapicki în baza de date filmweb.pl
- Andrzej Łapicki în baza de date e-teatr.pl
- pl Andrzej Łapicki w wirtualnym albumie în baza de date a Arhivei Naționale de Filme „Fototeka”